# Gubavica
Gubavica är ett samhälle i Bosnien och Hercegovina.   Det ligger i entiteten Federationen Bosnien och Hercegovina, i den södra delen av landet, 80 km sydväst om huvudstaden Sarajevo. Gubavica ligger 294 meter över havet och antalet invånare är 496.
Terrängen runt Gubavica är kuperad österut, men västerut är den platt. Runt Gubavica är det ganska tätbefolkat, med 93 invånare per kvadratkilometer.. Närmaste större samhälle är Mostar, 14,4 km norr om Gubavica. 